# سلمان الكيلاني النقيب
سلمان بن علي الكيلانيّ النّقيب  (1841 م - 1927 م) نقيب أشراف بغداد 

## سيرته
سلمان  بن علي   بن  سلمان بن  مصطفى القادري بن زين الدين الثاني بن محمد درويش بن حسام الدين الكيلاني النقيب بن نور الدين بن ولي الدين بن زين الدين القادري بن شرف الدين بن شمس الدين محمد بن  نور الدين علي بن  عز الدين حسين  بن  شمس الدين محمد الأكحل بن حسام الدين شرشيق  بن جمال الدين محمد الهتاك بن عبد العزيز بن الشيخ عبد القادر الجيلاني  بن موسى الثالث بن عبد الله الجيلي بن يحيى الزاهد بن محمد المدني بن داود أمير مكة بن موسى الثاني بن عبد الله الصالح بن موسى الجون بن عبد الله المحض بن الحسن المثنى بن الحسن المجتبى بن علي بن أبي طالب.
ولد في بغداد لعائلة صوفيّة حفيد حسام الدين الكيلاني النقيب من ذرّيّة عبد القادر الجيلانيّ، وكان نقيبا لبني هاشم من قبيلة قريش في بغداد ، الشقيق الأكبر لعبد الرحمن الكيلاني النقيب.

## أسرته
عرفت أسرة النّقيب منذ القدم بأصولها العلميّة ومجالسها، وكان  النّقيب من العلماء الأعلام، حيث أخذ العلم ونهل من مناهل الأدب على نخبة ممتازة من علماء عصره، منهم العلّامة عيسى البندنيجي، والشّيخ عبد السّلام مدرّس الحضرة الكيلانيّة، وغيرهم من مشائخ وعلماء بغداد، فكان يرجع إليه في النّوائب والمهمّات وكان يتردّد على مجلسه في الحضرة الكيلانيّة أو في قصره الواقع على نهر دجلة في محلّة السنك ببغداد مختلف طبقات النّاس، ومن سائر الملل والنّحل، وكان مجلسه أشبه بمجمّع علميّ تبحث فيه مشكلات العلوم وتكشف غوامض أسرار البلد السّياسيّة، فكان محفلا سياسيّا وكلّ ذلك بفضل ما كان يتمتّع به شخص عبد الرّحمن النّقيب من أخلاق فاضلة، وله كتاب «المجالس في المواعظ» حيث كان يلقيه على طلّابه في شهر رمضان في الحضرة القادريّة، وله تفصيل طويل في كتاب نقباء بغداد لمؤلّفه إبراهيم عبد الغنيّ الدّروبيّ.

## من مؤلّفات سلمان الكيلانيّ النّقيب
له كتاب في ترجمة جدّه الشّيخ عبد القادر الجيلانيّ ضمن الانساب العلوية مازال مخطوطا،وفي مسلسل سارة خاتون الّذي عرضته قناة الشّرقيّة — تفاصيل عن سيرته ودوره في الحياة البغداديّة في عهد الدّولة العثمانيّة.

## عالم الاجتماععليّ الوردّيوعبد الرّحمن الكيلانيّ النّقيب
يروي الدكتور عليّ الوردّي، عالم الاجتماع المعروف في مذكّراته «دروس من حياتي» المنشورة بلندن، أنّ السّيّد عبد الرّحمن الكيلانيّ النّقيب كان يأمر نساءه بلبس الحجاب عند مرور الطّائرات الإنجليزيّة، لأنّ تلك الطّائرات تحلّق بشكل واطئ، وكان يخشى على حريمه أن يراهنّ الطّيّار، ويكون بذلك خالف الدّين.

## شجرة عائلته
- تحقيق: «شجرة النسب التاريخية لآل حسام الدين الكيلاني النقيب» لعبد الستار الكيلاني pdf.